# Sierra de Galliners
La Sierra de Galliners es una sierra entremedias de los municipios de San Quirce del Vallès y Tarrasa en la comarca del Vallés Occidental, con una elevación máxima de 315,8 metros. 

## Situación y características
Está situada en medio de la depresión del Vallés, parte la llanura vallesana en dos y delimita las cuencas de Besós (en el levante) y la del Llobregat (en el poniente). 
Los materiales de la sierra son idénticos que los de la llanura, aunque menos erosionados. Se trata de una alternancia de materiales sedimentarios finos y gruesos poco cementados del Mioceno .
Es un corredor biológico entre la cordillera Litoral y la Prelitoral . Este espacio es uno de los últimos espacios forestales de la plana del Vallés . Aún se puede encontrar una rica fauna que, a causa de las actividades humanas que se desarrollan (accesos motorizados, caza, actividades deportivas...), pasa a menudo desapercibida. 
La vegetación típica de la sierra es la del bosque mediterráneo, como el encinar dominado por la encina acompañada por el aladierno y el madroño y los pinares de pino carrasco o pino piñonero . En la vertiente norte de las montañas el encinar se mezcla con roble a veces con la presencia del avellano y el espino blanco.
Algunas de las elevaciones más destacadas son la colina de Can Camps (296 metros) y la colina de Mojal (312 metros), ambos en el término de San Quirce del Vallés. 